# Girabola 2000
In 2000 werd het 22ste seizoen gespeeld van de Girabola, de hoogste voetbalklasse van Angola. Petro Atlético Luanda werd kampioen.

## Eindstand
| Plaats | Club                          | Wed. | W  | G | V  | Saldo | Ptn. |
| ------ | ----------------------------- | ---- | -- | - | -- | ----- | ---- |
| 1.     | Petro Atlético Luanda (B)     | 26   | 20 | 3 | 3  | 66:17 | 63   |
| 2.     | Atlético Sport Aviação        | 26   | 13 | 5 | 8  | 47:29 | 44   |
| 3.     | Petro Atlético Huambo         | 26   | 12 | 6 | 8  | 28:23 | 42   |
| 4.     | GD Interclube                 | 26   | 12 | 4 | 10 | 30:27 | 40   |
| 5.     | CD Primeiro de Agosto         | 26   | 11 | 7 | 8  | 33:19 | 40   |
| 6.     | Desportivo Sonangol do Namibe | 26   | 11 | 6 | 9  | 32:30 | 39   |
| 7.     | Académica Lobito              | 26   | 10 | 6 | 10 | 28:35 | 36   |
| 8.     | Sport Luanda e Benfica        | 26   | 11 | 2 | 13 | 35:44 | 35   |
| 9.     | Onze Bravos de Moxico         | 26   | 8  | 9 | 9  | 29:34 | 33   |
| 10.    | GD Sagrada Esperança          | 26   | 9  | 6 | 11 | 21:30 | 33   |
| 11.    | FC Cabinda                    | 26   | 8  | 8 | 10 | 24:31 | 32   |
| 12.    | Sporting Cabinda              | 26   | 8  | 7 | 11 | 28:29 | 31   |
| 13.    | ARA Gabela (P)                | 26   | 6  | 2 | 18 | 23:46 | 20   |
| 14.    | Sporting Bié (P)              | 26   | 5  | 3 | 18 | 20:50 | 18   |

|     | Kampioen     |
|     | Degradatie   |
| (B) | Bekerwinnaar |
| (P) | Promovendus  |

## Internationale wedstrijden
CAF Champions League 2001
| Team #1        | Uitslag | Team #2              | 1e wed | 2e wed |
| -------------- | ------- | -------------------- | ------ | ------ |
| Fovu de Baham  | 4-5     | Petro Atlético       | 2-2    | 2-3    |
| Petro Atlético | 6-3     | Etoile du Congo      | 4-1    | 2-2    |
| Enugu Rangers  | 1-3     | Recreativo do Libolo | 0-0    | 1-3    |

Groepsfase
| Team              | Ptn | Wed | W | G | V | DV | DT | DS  |
| ----------------- | --- | --- | - | - | - | -- | -- | --- |
| 1. Petro Atlético | 12  | 6   | 4 | 0 | 2 | 10 | 8  | 2   |
| 2. Al-Ahly        | 12  | 6   | 4 | 0 | 2 | 9  | 7  | 2   |
| 3. ASEC Mimosas   | 10  | 6   | 3 | 1 | 2 | 12 | 5  | 7   |
| 4. CR Belouizdad  | 1   | 6   | 0 | 1 | 5 | 2  | 13 | -11 |

Halve finale
| Team 1                   | Tot. | Team 2         | 1e wedstr. | 2e wedstr. |
| ------------------------ | ---- | -------------- | ---------- | ---------- |
| (n.p.) Mamelodi Sundowns | 2-2  | Petro Atlético | 2-0        | 0-2        |

CAF Beker der Bekerwinnaars 2001
| Team #1                 | Uitslag        | Team #2        | 1e wed | 2e wed |
| ----------------------- | -------------- | -------------- | ------ | ------ |
| Cercle Olympique Bamako | 0–11           | GD Interclube  | 0-3    | 0-8    |
| Stade Abidjan           | 1–1 (1-3 n.p.) | GD Interclube  | 1-0    | 0-1    |
| Niger Tornadoes         | 1–4            | GD Interclube  | 1-0    | 0-4    |
| GD Interclube           | 4-0            | Kumbo Strikers | 3-0    | 1-0    |
| GD Interclube           | 4-0            | Kaizer Chiefs  | 1-1    | 0-1    |

Inter verloor de finale. 

CAF Cup 2001
| Team #1          | Uitslag | Team #2    | 1e wed | 2e wed |
| ---------------- | ------- | ---------- | ------ | ------ |
| Manchester Congo | 2–4     | AS Aviação | 1-0    | 1-4    |
| Goldfields       | 3–2     | AS Aviação | 1-0    | 2-2    |